# Tremmen
Tremmen ist ein ca. 800 Einwohner zählender Ortsteil der Stadt Ketzin/Havel im brandenburgischen Landkreis Havelland.

## Geografie
Tremmen liegt rund sechs Kilometer nördlich von Ketzin im südlichen Bereich der Nauener Platte in einer Höhe von 32 m ü. NN und an der Landstraße von Wustermark nach Brandenburg an der Havel. Die Umgebung wird überwiegend landwirtschaftlich genutzt und ist waldfrei. Die höchste Erhebung ist der Thyrowberg mit einer Höhe von 57 Metern. Südöstlich liegt die Ketziner Bruchlandschaft, ein 1864 ha großes Landschaftsschutzgebiet, entstanden durch den Abbau von Ton für die Ziegelproduktion vor rund 150 Jahren. Hier kann man Sumpfschildkröte, Eisvogel, Schwanenblume und weitere seltene Tier- und Pflanzenarten beobachten.

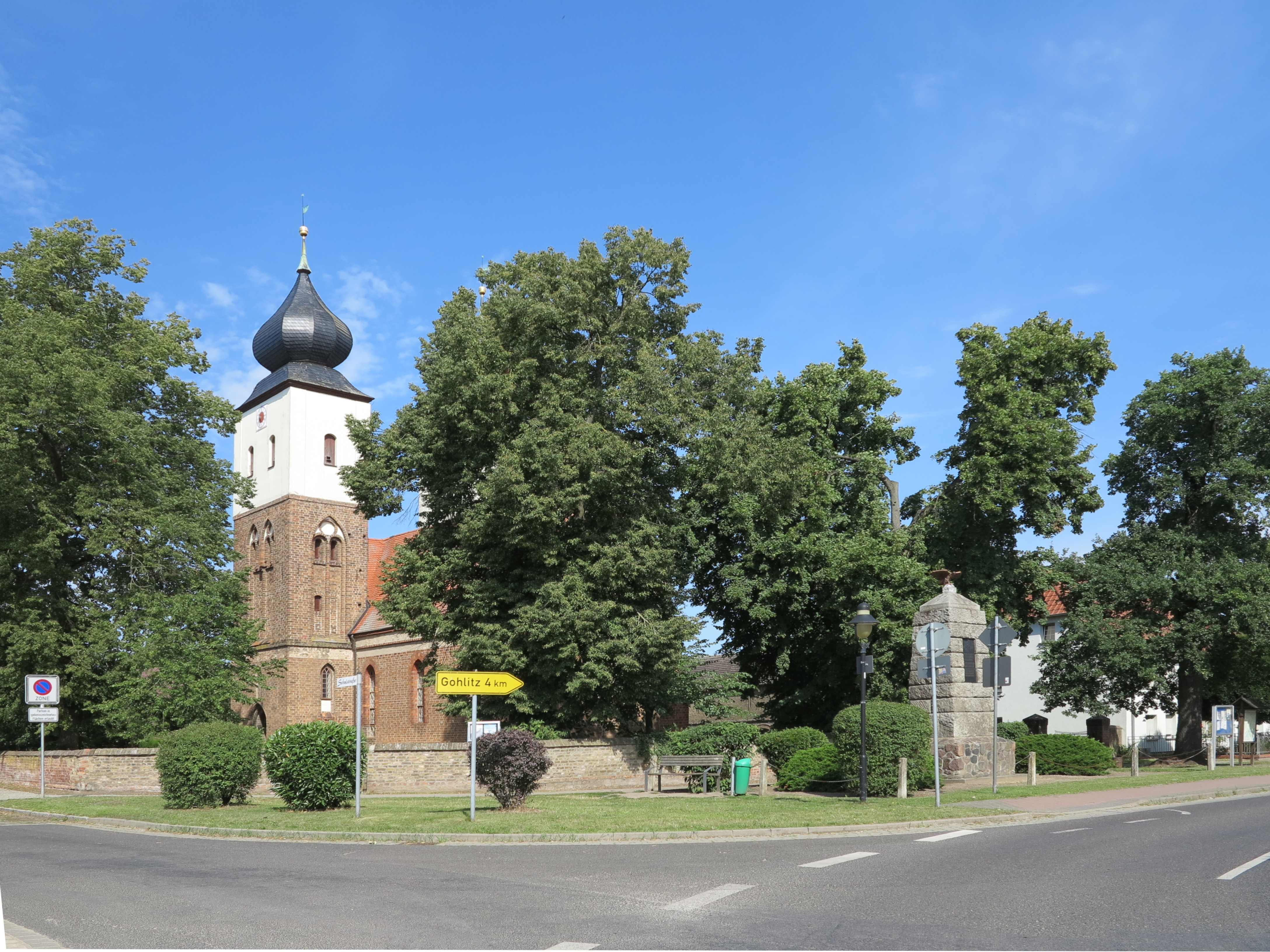
Blick auf die ev. Kirche und das Denkmal für den 1. Weltkrieg

Thyrowberg ein Betonturm mit dem weltweit ersten Panorama-Radargerät errichtet. Am 26. Oktober 2003 wurde Tremmen im Zuge der Gemeindegebietsreform des Landes Brandenburg ein Ortsteil der Stadt Ketzin.

## Bevölkerungsentwicklung
| Jahr | Einwohner |  | Jahr | Einwohner |
| ---- | --------- |  | ---- | --------- |
| 1875 | 920       |  | 1959 | 1.536     |
| 1890 | 1.089     |  | 1964 | 1.167     |
| 1910 | 1.033     |  | 1971 | 1.053     |
| 1925 | 958       |  | 1981 | 832       |
| 1933 | 938       |  | 1995 | 784       |
| 1939 | 960       |  | 2002 | 730       |
| 1946 | 1.445     |  | 2020 | 792       |

## Sehenswürdigkeiten

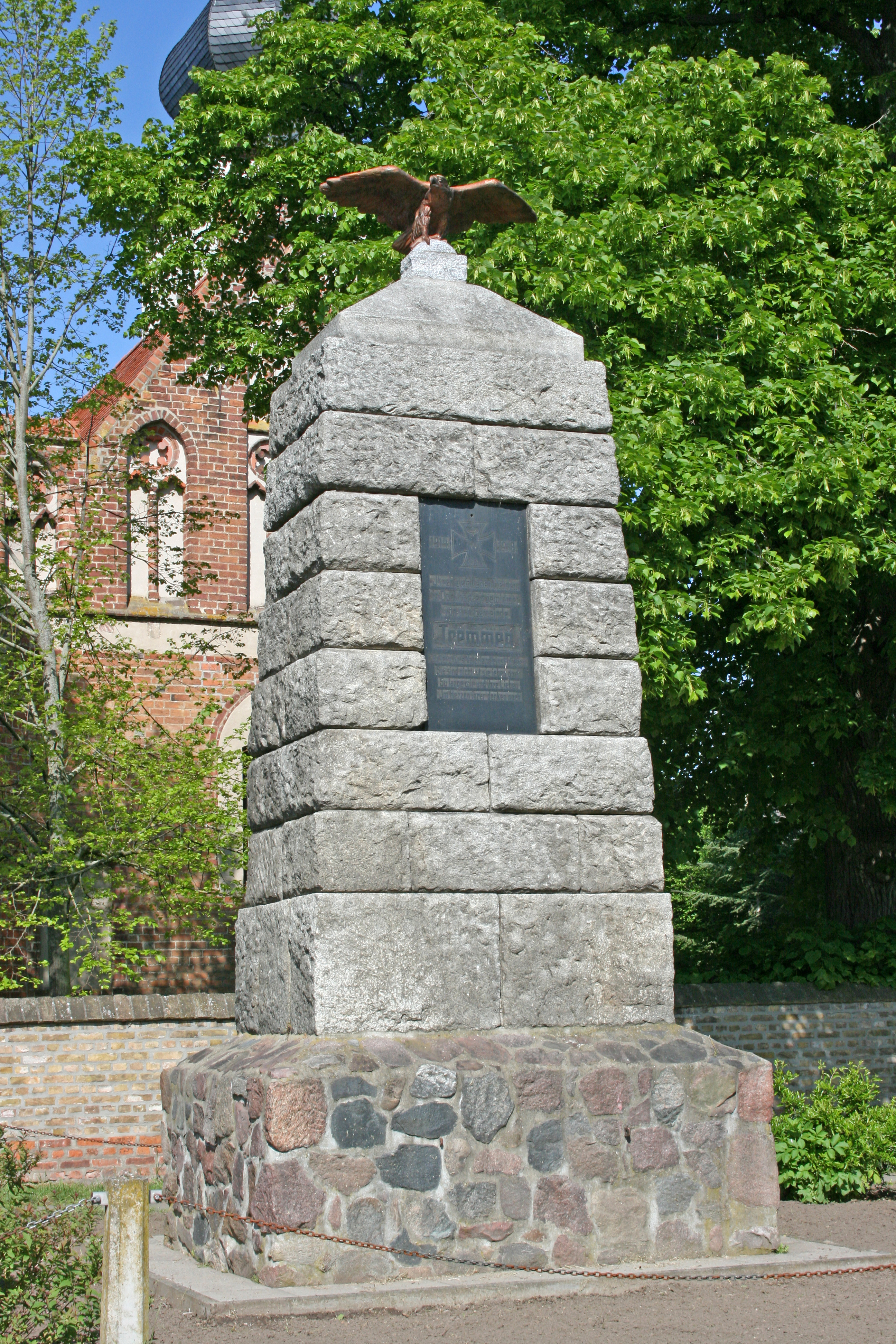
Kriegerdenkmal

Die evangelische St.-Marien-Kirche, ein einschiffiger kreuzförmiger gewölbter Backsteinbau, wurde im 15. Jahrhundert im spätgotischen Stil als Wallfahrtskirche errichtet. Die beiden Türme wurden 1724 im barocken Stil erhöht und mit Zwiebelhauben versehen. Am Westgiebel der Kirche befindet sich eine Außenkanzel, von der aus vorbeiziehenden Pilgern und Gläubigen der Segen erteilt wurde.
Tremmen lag früher an einem bedeutenden Handelsweg und Heerstraße. Das ist eine Erklärung dafür, dass hier eine so große Pilger-Kirche entstand.
Vor der Kirche steht das Kriegerdenkmal aus dem Jahre 1921. Im Kirchgarten erinnert eine Kriegsgräberstätte an die Kämpfe um Berlin am 4. Mai 1945.

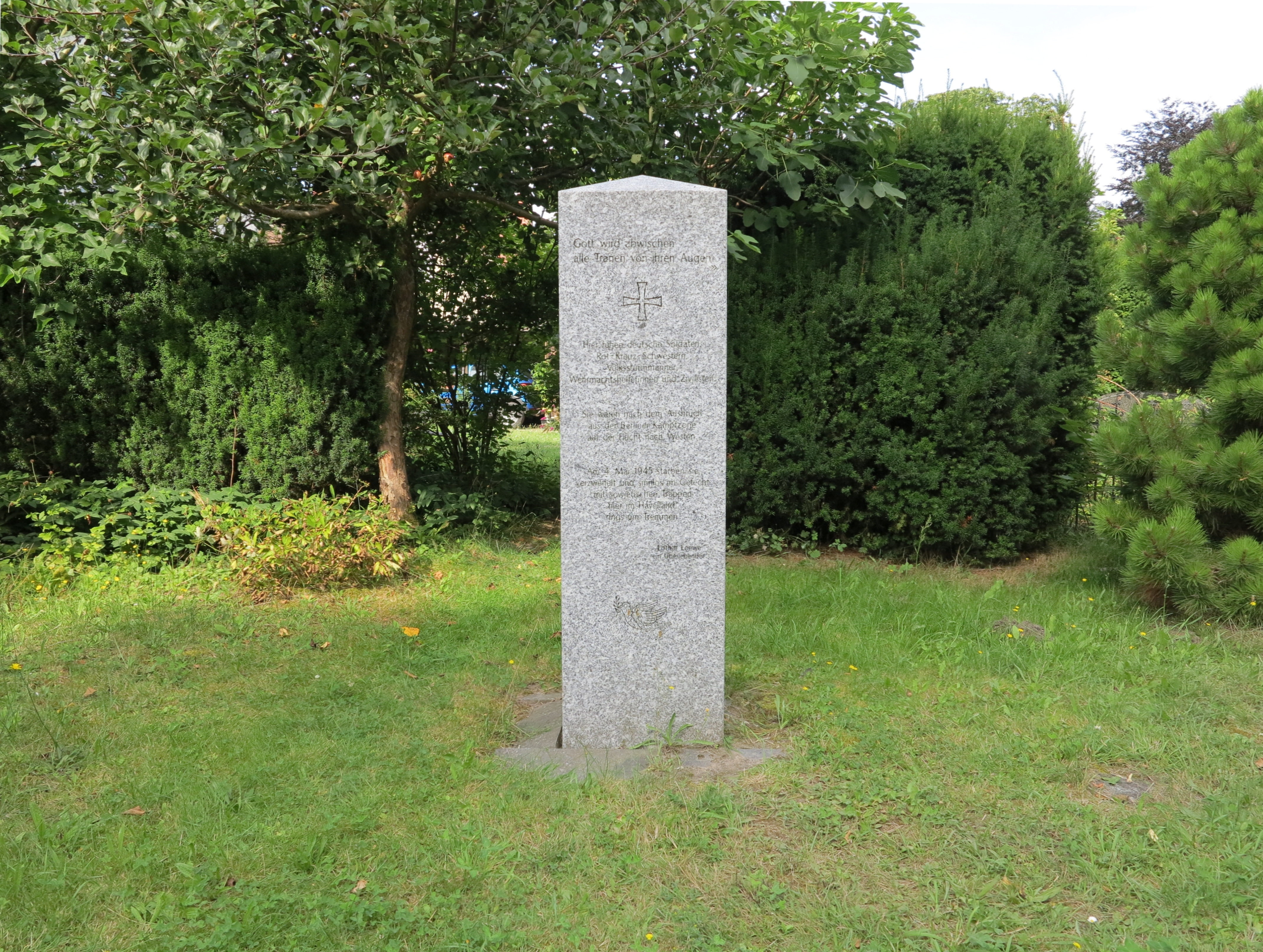
Denkmal für die Opfer der letzten Kriegstage in und um Tremmen

Als sich abzeichnete, dass Berlin von der Roten Armee umschlossen wird, gab es einen verzweifelten Ausbruchsversuch Richtung Westen bei dem in und um Tremmen viele Menschen starben. Lothar Loewe, der spätere ARD-Korrespondent war als Hitlerjunge dabei und hat auf dem Kirchhof in Tremmen einen Gedenkstein aufgestellt.
Der Text:
"Gott wird abwischen
alle Tränen von ihren Augen.
Hier ruhen deutsche Soldaten,
Rot-Kreuz-Schwestern,
Volkssturmmänner,
Wehrmachtshelferinnen und Zivilisten.
Sie waren nach dem Ausbruch
aus der Berliner Kampfzone
auf der Flucht nach Westen.
Am 4. Mai 1945 starben sie
verzweifelt und sinnlos im Gefecht
mit sowjetischen Truppen
hier im Havelland
rings um Tremmen.
Lothar Loewe
ein Überlebender"

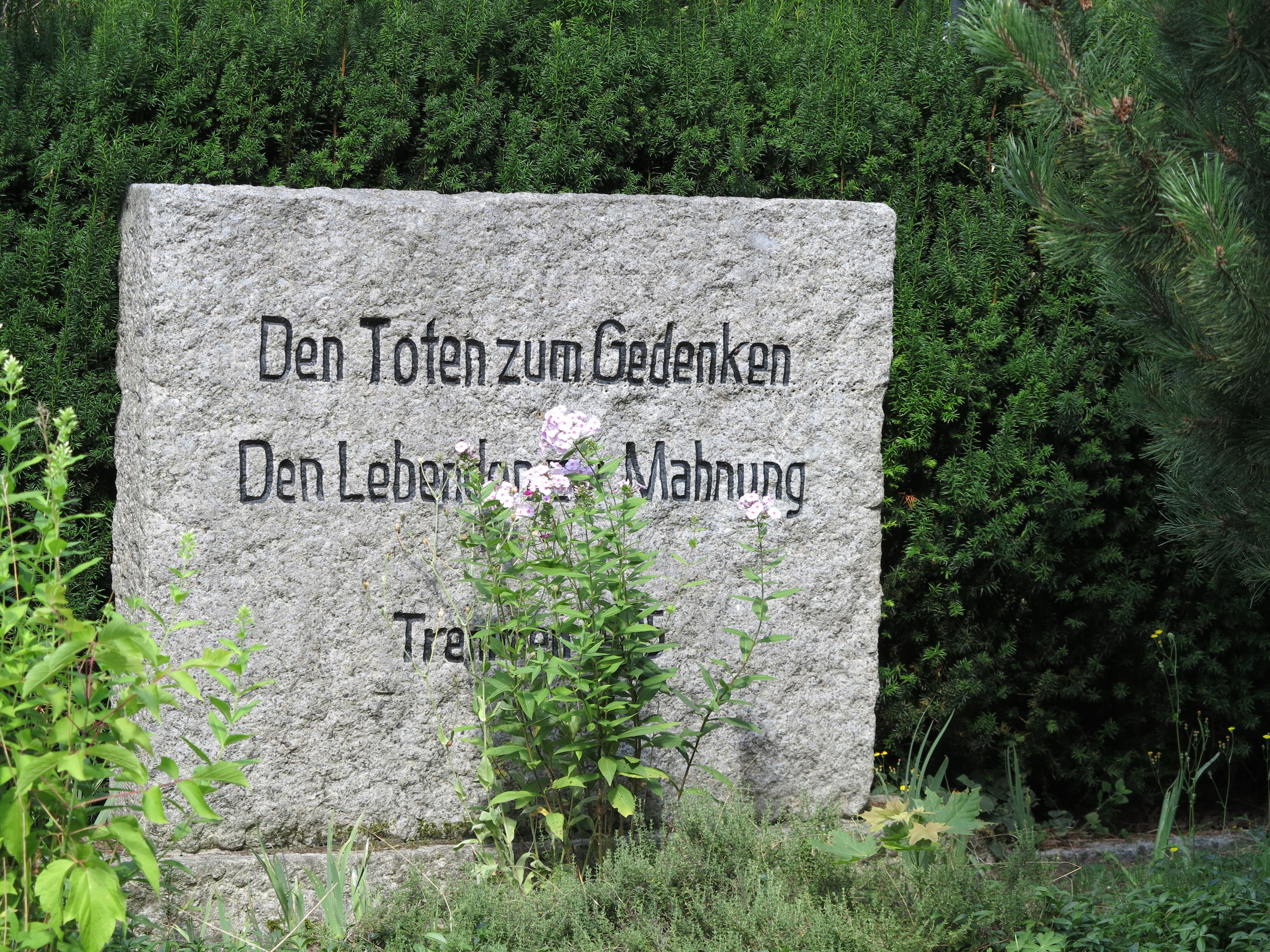
Auf dem Kirchhof erinnert dieser Gedenkstein an die Opfer der Kriege

Im historischen Dorfkern befindet sich in einer ehemaligen Stellmacherei ein Dorfmuseum.
Sechs Objekte des Dorfes stehen auf der Denkmalliste des Landes Brandenburg: Neben der Kirche vier Bauernhäuser und der Ganzmeilenobelisk an der alten Heerstraße (Postmeilenstein).
Auf dem Thyrowberg gibt es einen Wanderstützpunkt mit Info-Tafeln zu diesem geschichtsträchtigen Ort.

## Politik

### Ortsbeirat und Ortsvorsteher
Tremmen hat einen Ortsbeirat, der aktuell aus drei Mitgliedern besteht. Ortsvorsteherin ist Sandy Schulz, die von Anika Gerson vertreten wird. Der Ortsbeirat wird unterstützt von Stephanie Kroschke.

### Wappen

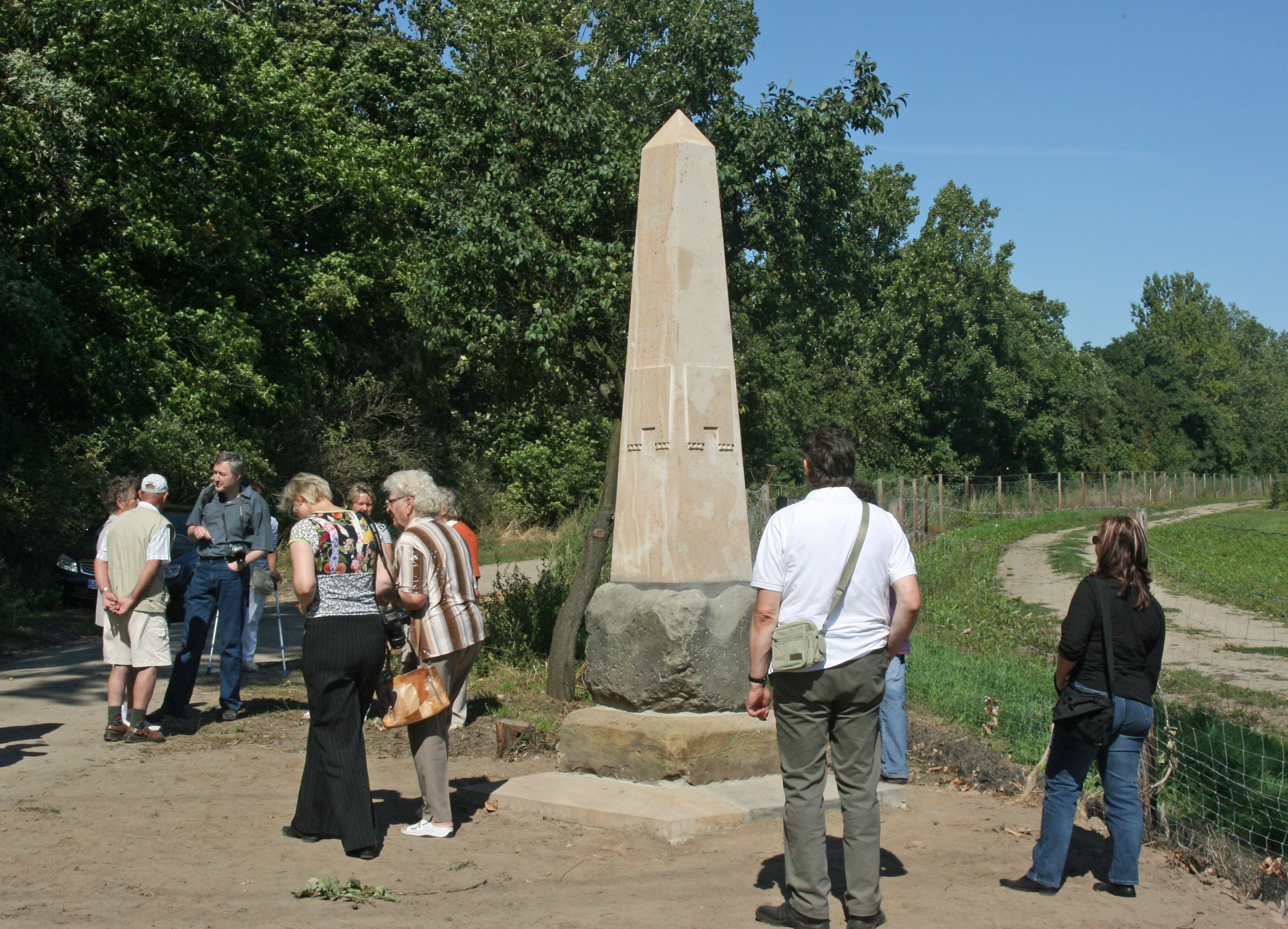
Ganzmeilenobelisk

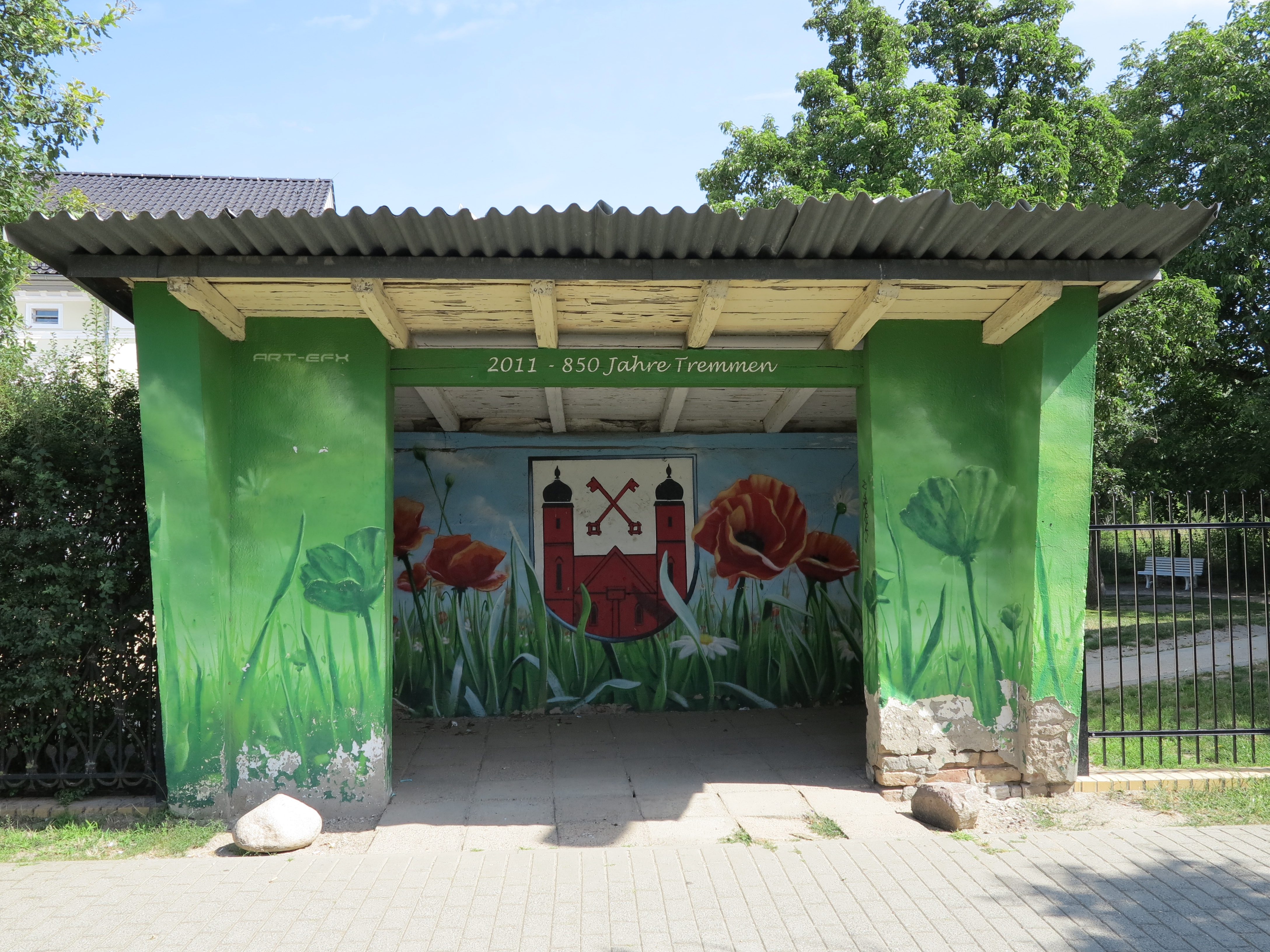
Die Bushaltesteller erinnert daran, wie alt der Ort ist.

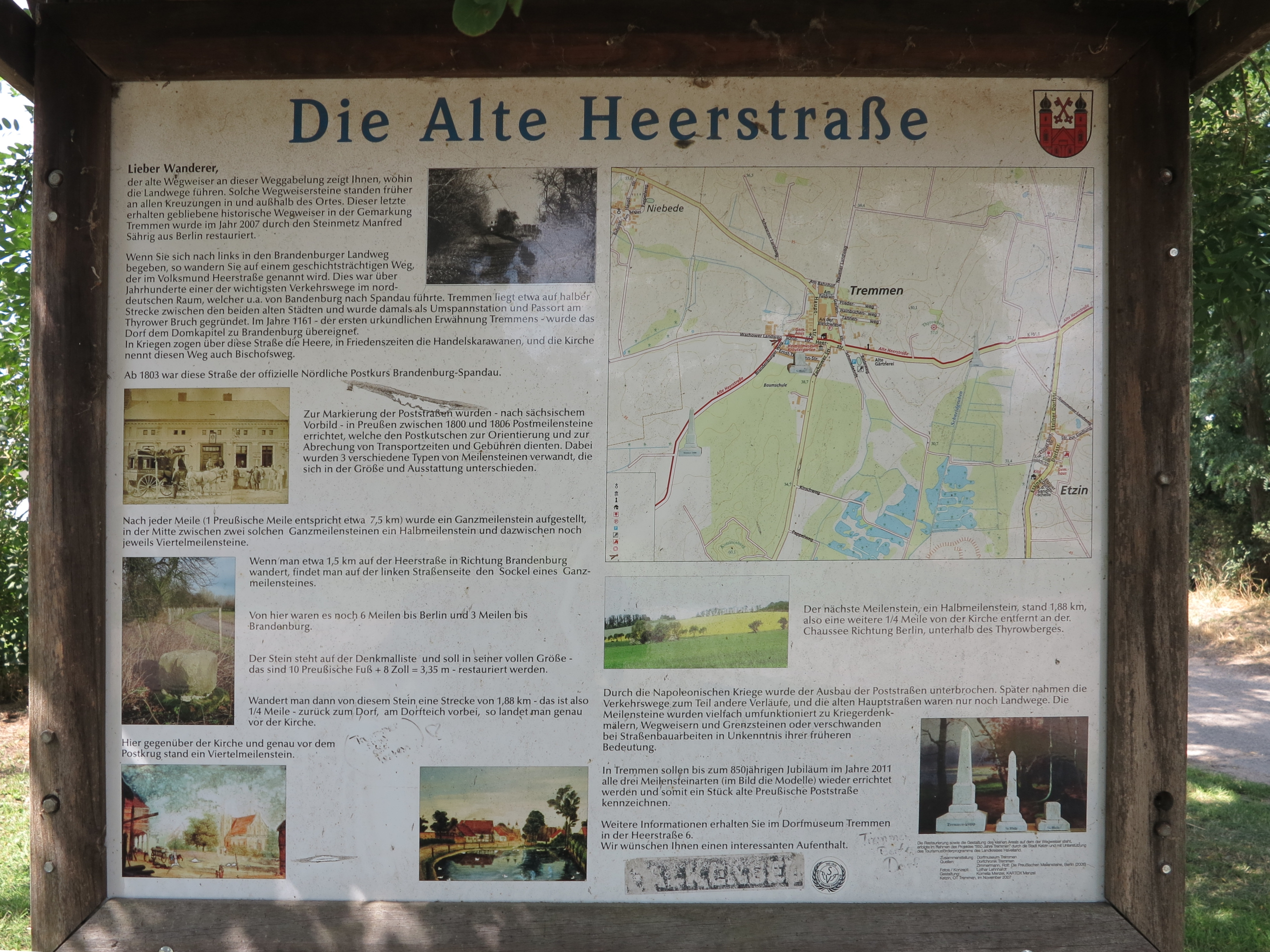
Tremmen lag früher an einem bedeutenden Verkehrsweg.

| Wappen von Tremmen | Blasonierung: „In Silber eine rote Kirche mit Außenkanzel, schwarzen Fenstern und zwei schwarz-bedachten Zwiebeltürmen zwischen denen zwei schräggekreuzte rote Schlüssel schweben.“ |
| Wappen von Tremmen | Das Wappen wurde vom Heraldiker Frank Diemar gestaltet. |

### Flagge
Die Flagge ist weiß mit dem Ortsteilwappen in der Mitte, flankiert von zwei schmalen roten Streifen.

## Wirtschaft und Infrastruktur

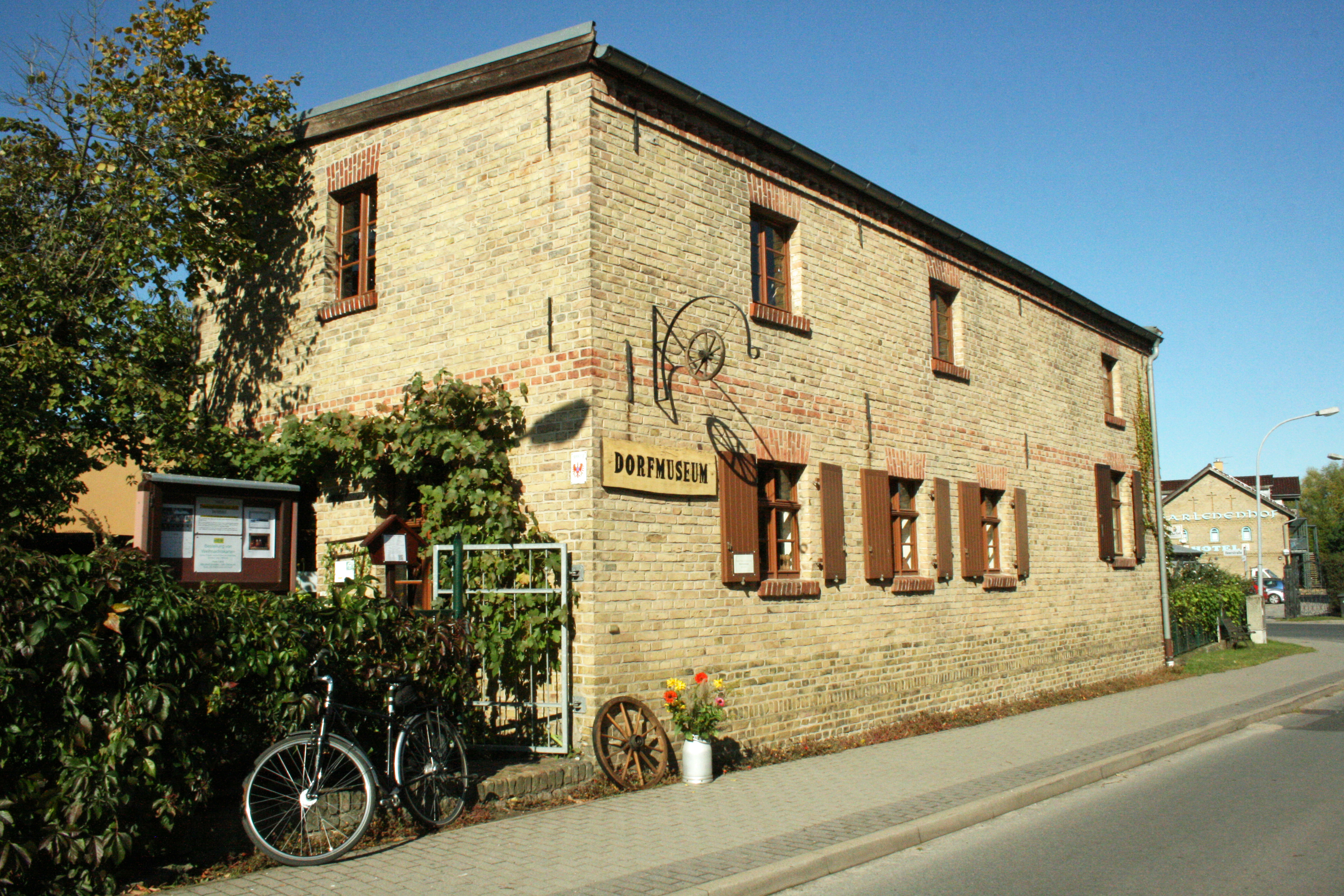
Dorfmuseum in Tremmen

Größter Arbeitgeber ist die Baumschule Lorberg. Des Weiteren sind neben der Tremmener Agrar Produkte GmbH mehrere Kleinbetriebe ansässig. Zur Infrastruktur gehören Gaststätten, Pensionen, Kita und Sportstätten, darunter ein Golfplatz.
Tremmen lag an der Bahnstrecke Röthehof–Brandenburg Krakauer Tor.